# Высший технологический институт Кот-д’Ивуара
Высший технологический институт Кот-д’Ивуара (фр. Institut supérieur de technologie de Côte d'Ivoire) — высшее учебное заведение, расположенное в Абиджане, Кот-д’Ивуар.
Академическое учреждение научного, культурного и профессионального характера, обладающее юридической независимостью, педагогической, научной, административной и финансовой автономией. Занимается выполнением миссии предоставления высшего образования и научных исследований посредством пяти специализированных высших учебных заведений и одного исследовательского центра.
Является членом Сети научно-технических университетов стран Африки на юг от Сахары (RUSTA).

## История
Технологический институт основан в Абиджане группой преподавателей и исследователей в 2007 году .

## Специализированные высшие школы
- Высшая школа менеджмента и делового администрирования (ESMAE)
- Высшая школа коммуникации (ESCOM)
- Высшая школа общественных работ, шахт и геологии (ESTPMG)
- Высшая школа промышленных технологий (ESTI)
- Высшая школа прикладной информатики (ESIA)

## Исследовательский центр
- Консорциум по управлению фундаментальными и прикладными исследованиями в Африке к югу от Сахары (фр. Consortium pour le Management de la Recherche Fondamentale et Appliquée en Afrique au sud du Sahara (COMREFAS))